# Козлов, Илья Иванович
Илья Иванович Козлов — советский хозяйственный, государственный и политический деятель.

## Биография
Родился в 1916 году. Член КПСС.
С 1931 года — на хозяйственной, общественной и политической работе. В 1931—1987 гг. — слесарь, начальник ЭРО завода № 16 НКАП, инженерный и руководящий работник в машиностроении СССР, первый секретарь Казанского городского комитета КПСС, заведующий Отделом машиностроения ЦК КПСС по РСФСР, заместитель заведующего Отделом тяжелой промышленности ЦК КПСС.
Делегат XXIIII, XXIV и XXV съездов КПСС.
Умер в Москве после 1987 года.